# 普利茅斯
普利茅斯（讀音：/'plɪməθ/ⓘ）是英国英格兰西南區域德文郡的一座城市和單一管理區，西南鄰英吉利海峡，北鄰西德文區，東鄰南哈姆斯區。東北距伦敦310公里（192英哩），距德文郡郡治埃克塞特58公里（36英哩）。行政區面積79.29平方公里，人口246,100人，人口密度为每平方公里3,085人。城市西部有普利姆河（英文：Plym）流過，東部有泰馬河（英文：Tamar）流過，兩條河的河口形成普利茅斯灣（英文：Plymouth Sound）。
普利茅斯有着豐富的航海歷史，曾為英國皇家海軍的造船基地，使其在第二次世界大战中成為德國空軍的襲擊目標。1941年普利茅斯的船塢和市中心被德國空軍破壞，由帕特里克·阿伯克龙比在戰後负责重建普利茅斯。現今普利茅斯設有皇家海軍三大基地之一的德文港海军基地，是英國少數仍保留海军船塢的城市，也是西欧最大的軍港城市之一。
普利茅斯商業發達，交通便利，港口有開往法国和西班牙的定期國際渡輪，市內有大規模購物中心與多家美術館和文化機構。

## 語源
「普利茅斯」（Plymouth）源於「Plympton」，也就是「李子（又稱布冧）樹的鎮」。

## 历史
普利茅斯已知最早的定居点可追溯到公元前1000年铁器时代的小商港，Mount Batten。一般来说当地人把锡从Dartmoor经过Plym河运到这里，用在和腓尼基人的贸易。成为罗马帝国的一部分之后，这个港继续交易锡，牛和皮革。渔村Sutton发达之后，商业重要性逐渐降低。
1254年，Sutton成为一个集镇，后来在1439年12月12日成为英国议会批准的第一个城市。同時，該市的名稱從Sutton改為普利茅斯。
在1403年，普利茅斯被法国人烧毁。在1620年，五月花號（Mayflower）載著102名清教徒，從普利茅斯前往麻省的普利茅斯殖民地。同年11月11日在科德角附近靠岸，66天的航程只有一人死去。1815年拿破仑被发放到圣赫勒拿岛时，在普利茅斯上了HMS Bellerophon。1912年泰坦尼克号幸存者在这里上岸。
在1810年12月14日，普利茅斯经受英国历史上（至2005年8月）最强烈的龙卷风，with a T8 rating on TORRO scale，风速213—240英里/小時。
来普利茅斯的大部分游客会到普利茅斯Hoe，一片可以看到普利茅斯湾草地。現在人們相信法蘭西斯·德瑞克在打敗無敵艦隊前，他在普利茅斯打保龄球。

### 内战期间
在英国内战中，普利茅斯站在议会一边反对查理一世。普利茅斯自卫几乎4年，直到王室支持者败兵。现在还可以看到那个时期建的城堡。1665年，王朝复辟之后，开始修建城堡。城堡墙上的大炮有些对着海港，但也有对着城里，警告普利茅斯人再次反对君主可有的后果。

### 第二次世界大战期间
德文港海军基地是英國皇家海軍主要軍港之一，海军传统一直延续到今天。该市在第二次世界大戰期间几乎完全摧毁，摧毁的房屋是战前存在房屋的两倍，因重建的房屋再次摧毁。尽管主要轰炸目标是海军基地和造船厂，平民伤亡率非常高。
在1940年7月6日，第一個炸彈降落在該市的Swilly，3人因此死亡。最後一次襲擊在1944年4月30日發生，死1,172人、伤3,269人。上述數字並不包括许多军人。人口从空袭开始时的22万下降到127,000.
2个主要购物中心，几乎所有政府建筑，20学校和40个教堂都被炸毁。3,754居民房屋摧毁，18,398严重损坏。在大堆毁灭中有一个著名的木头牌子，由一个无名氏摆在圣安德鲁教堂门上，只有一个字「Resurgam」（拉丁语，意思是「我会再起」）象征战时精神。直到今天，教堂的入口都被称为“Resurgam」门。
在1944年6月諾曼地戰役中，普利茅斯是其中一個主要的中途站。

## 地方沿革
1914年，德文波特郡自治市（County Borough，獨立於德文郡議會的Borough）、東斯通豪斯（East Stonehouse，一個urban district）納入普利茅斯郡自治市的範圍，並稱「三鎮」（Three Towns）。1928年10月18日，普利茅斯獲城市地位。1935年，普利茅斯首個Lord Mayor被委任。在1967年，在泰馬河以東的普林普頓、普利姆斯托克（Plymstock）納入普利茅斯的範圍。
1974年4月1日生效的《1972年地方政府法案》廢除所有郡自治市。普利茅斯成為非都市區，不能再獨立於德文郡議會。為此，普利茅斯提出反建議，建議新設「泰馬賽德郡」（Tamarside），範圍包括：普利茅斯、托波恩特（Torpoint）、索爾塔什（Saltash）和一些窮鄉僻壤，但不獲接納。普利茅斯的內務都交予德文郡議會處理。1992年成立的英格蘭地方政府委員會（Local Government Commission for England）建議普利茅斯成為單一管理區，建議在1998年4月1日生效至今。普利茅斯市議會重新設立，所有權力獲恢復。
德文郡既是非都市郡，又是名譽郡，而普利茅斯在1998年起成為單一管理區。如將德文郡看待為非都市郡，普利茅斯不屬它的一部分；如將德文郡看待為名譽郡，普利茅斯行政上仍屬它的一部分。

## 地理
位於西南英格蘭的普利茅斯處於溫暖的海洋性氣候區。
| Mount Batten（1981–2010） | Mount Batten（1981–2010） | Mount Batten（1981–2010） | Mount Batten（1981–2010） | Mount Batten（1981–2010） | Mount Batten（1981–2010） | Mount Batten（1981–2010） | Mount Batten（1981–2010） | Mount Batten（1981–2010） | Mount Batten（1981–2010） | Mount Batten（1981–2010） | Mount Batten（1981–2010） | Mount Batten（1981–2010） | Mount Batten（1981–2010） |
| 月份                      | 1月                       | 2月                       | 3月                       | 4月                       | 5月                       | 6月                       | 7月                       | 8月                       | 9月                       | 10月                      | 11月                      | 12月                      | 全年                      |
| ------------------------- | ------------------------- | ------------------------- | ------------------------- | ------------------------- | ------------------------- | ------------------------- | ------------------------- | ------------------------- | ------------------------- | ------------------------- | ------------------------- | ------------------------- | ------------------------- |
| 历史最高温 °C（°F）       | 14.4 (57.9)               | 14.6 (58.3)               | 18.3 (64.9)               | 24.1 (75.4)               | 25.9 (78.6)               | 31.6 (88.9)               | 31.0 (87.8)               | 30.9 (87.6)               | 26.3 (79.3)               | 23.0 (73.4)               | 17.1 (62.8)               | 16.1 (61.0)               | 31.6 (88.9)               |
| 平均高温 °C（°F）         | 8.8 (47.8)                | 8.8 (47.8)                | 10.5 (50.9)               | 12.6 (54.7)               | 15.6 (60.1)               | 18.0 (64.4)               | 19.9 (67.8)               | 20.0 (68.0)               | 18.1 (64.6)               | 14.8 (58.6)               | 11.8 (53.2)               | 9.5 (49.1)                | 14.0 (57.2)               |
| 平均低温 °C（°F）         | 4.0 (39.2)                | 3.6 (38.5)                | 4.8 (40.6)                | 5.9 (42.6)                | 8.8 (47.8)                | 11.2 (52.2)               | 13.3 (55.9)               | 13.4 (56.1)               | 11.6 (52.9)               | 9.3 (48.7)                | 6.4 (43.5)                | 4.5 (40.1)                | 8.1 (46.6)                |
| 历史最低温 °C（°F）       | −8.8 (16.2)               | −7 (19)                   | −7 (19)                   | −2.4 (27.7)               | −0.5 (31.1)               | 2.9 (37.2)                | 6.1 (43.0)                | 5.9 (42.6)                | 1.9 (35.4)                | −1 (30)                   | −3.4 (25.9)               | −5.7 (21.7)               | −8.8 (16.2)               |
| 平均降水量 mm（）         | 108.3 (4.26)              | 84.1 (3.31)               | 78.0 (3.07)               | 66.9 (2.63)               | 63.8 (2.51)               | 57.2 (2.25)               | 62.3 (2.45)               | 67.4 (2.65)               | 73.7 (2.90)               | 113.4 (4.46)              | 113.4 (4.46)              | 118.8 (4.68)              | 1,007.4 (39.66)           |
| 平均降水天数              | 15.1                      | 11.6                      | 12.4                      | 10.9                      | 10.4                      | 8.5                       | 9.4                       | 10.1                      | 9.9                       | 14.4                      | 15.0                      | 14.5                      | 142.1                     |
| 月均日照時數              | 61.9                      | 85.5                      | 123.3                     | 187.5                     | 224.8                     | 222.8                     | 213.8                     | 204.4                     | 160.8                     | 115.5                     | 75.3                      | 54.5                      | 1,730.1                   |
| 来源：Met Office          |                           |                           |                           |                           |                           |                           |                           |                           |                           |                           |                           |                           |                           |

## 艺术
許多高水平賽事和重要節日都會在普利茅斯舉行，包括英国烟花冠军赛，世界快艇比賽和各項音樂會。

### 戏院
Pavilions于1991年开放，定期舉行音乐表現从搖滾、流利音樂到芭蕾的各种口味以及其他表演項目。

### 博物馆、画廊和历史建筑
普利茅斯市立博物馆和画廊拥有各类美术作品、自然史和人类历史收藏品。博物馆的自然史收藏品超过15万件，包括昆蟲、鸟类、哺乳類、骨頭、植物、化石和岩石包括了國家歷史重要文獻。
凯瑟琳街的犹太会堂建于1762年，是英语世界现存最古老的阿什肯纳齐犹太会堂。
和普利茅斯有关系的著名画家包括Beryl Cook、Robert Lenkiewicz，Joshua Reynolds、Benjamin Robert Haydon、Charles Lock Eastlake、James Northcote和Samuel Prout。
和普利茅斯有关系的作家有noted Dartmoor antiquarian威廉Crossing和Reverend Sabine Baring-Gould。

### 夜生活
普利茅斯超过一个世纪的夜生活中心在著名的联合街。排行多個音乐厅和电影院，街上有大量酒吧、夜总会和赌场，如Bongogos、Kuleroos体育酒吧，Walkabout酒吧和Standley Grand赌场。Millennium Complex是主要俱乐部之一。尽管大多数俱乐部表演商业舞蹈和R&B，这里有一些C103s which plays a variety of rock, spanning从古典到新世紀音樂。另一个俱乐部和酒吧区在碉楼Leisure Park和歡迎同性戀的酒吧位於Zero's on Lockyer街。Oceana 是目前最受欢迎的夜店之一。

## 政府
普利茅斯市分为20个选区，其中17个個侯選三個市議員，其余3个選區會選出兩名當選者進入市議會。地方选举每4年举行一次，每年改选市议会1／3的席位，2003年12月，普利茅斯的选民总数为184,956人。2004年英国地方选举的結果是工党佔有35席、英国保守党19席、英国自由民主党2席以及英国独立党1席議員。

## 交通
可以直接乘飞机到普利茅斯，普利茅斯机场，或'Roborough'是一个小型机场，位于市中心以北4英里，可由A386公路前往Tavistock。西南航空和威尔士航空都经营短距離航班來回大不列颠、爱尔兰和海峡群岛。该机场的扩建使航班前往欧洲。由于机场的中心位置，很难扩张，舆论倾向于在该市以东兴建新机场影響当地经济利益与环境。
连接普利茅斯的铁路通常連接第一大西铁路（First Great Western）和維珍鐵路，主要前往倫敦及英格蘭北部。

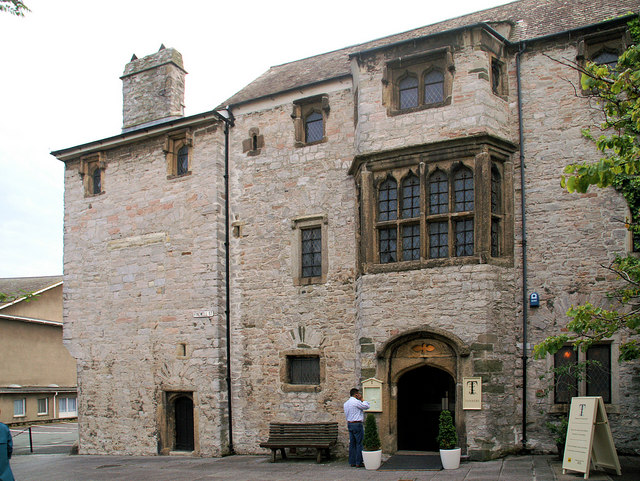
好牆街

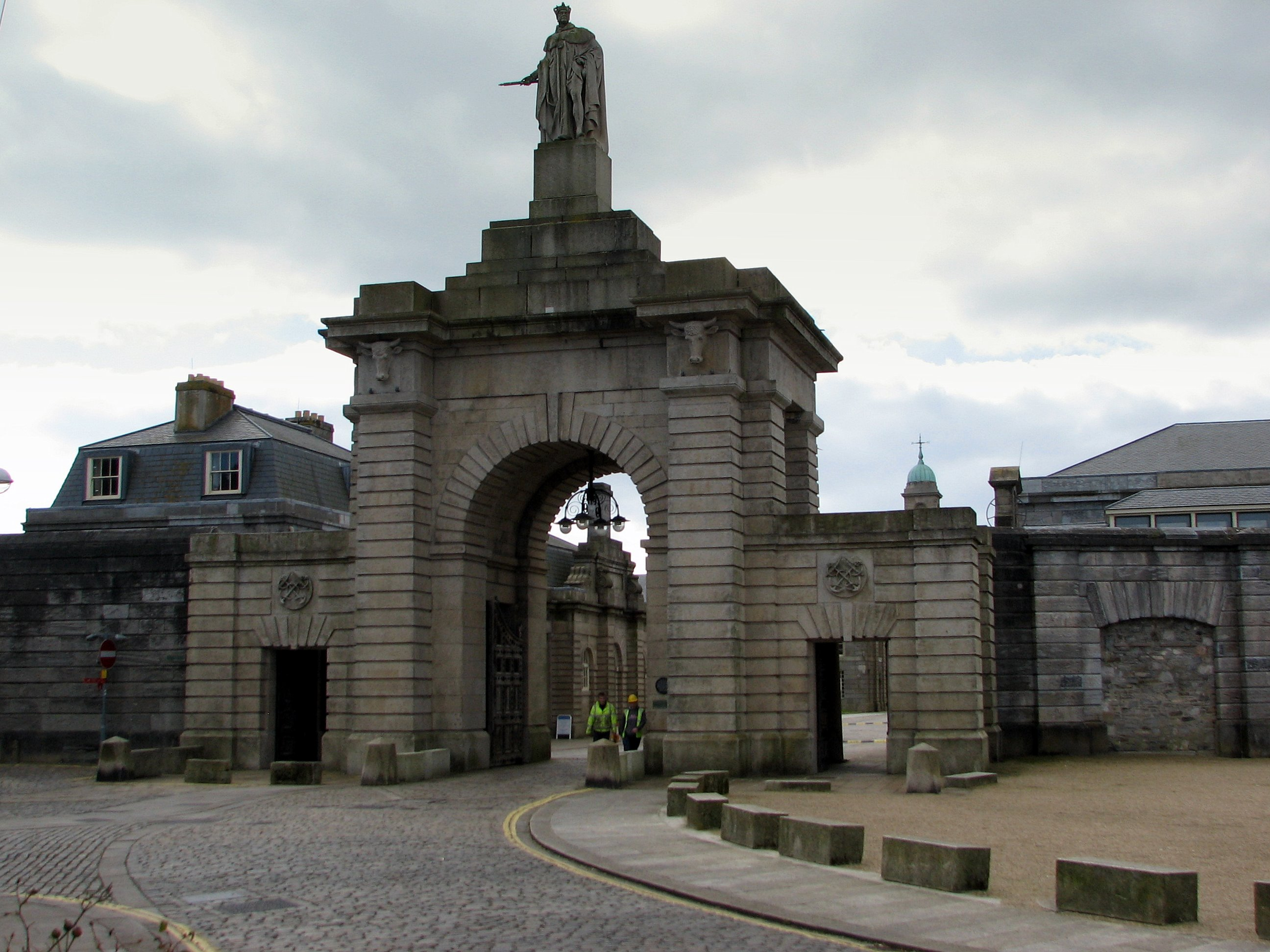
皇家威廉莊園

## 经济
普利茅斯经济传统上和它的港口位置有關，集中在渔业及軍事。近期工业的衰落對該市的就业指数造成負面影響。过去8年就业率上升了11%，但还显著低于全国平均水平。
普利茅斯在英格兰西南部排名第二，在全国排名第29位。

## 教育

### 大学
普利茅斯大学是英格兰西南部的大学，在2018/2019學年有23,155個学生，大約3000個職員，在英國167家大學中排名38。每年收入大約有一億六千萬英鎊。2000年普利茅斯大学與同於英國西南部德雲郡艾克斯特艾克斯特大學聯合開辦醫學與牙醫學院。
圣马可和圣约翰学院（经常简称为"Marjons"），以师范学院为主，但也提供广泛的学位课程，附属于Exeter大学。
普利茅斯城市学院是一所座落於英國西南部,普利茅斯,達溫波特,英皇大道的一所高等教育學府。致力於提供英國高等教育品質保證局(QAA)、英國教育兒童服務及技能標準局(Ofsted)及其他機構認證的高品質課程。創校129年，約820名教職員，每年入學學生約12,000人(包含國際生與進修生)。
普利茅斯艺术与设计学院（简称为PCAD）位于Drake Circus，提供一系列创新或传统的世界艺术与设计课程。

### 学校
普利茅斯德文港男子中学和普利茅斯德文港女子中学，在英国西南部有良好的学术声誉。
Plymstock School，一个体育见长的学校。

## 体育
该市的足球隊在英格兰足球联赛中的甲級聯賽作賽。球隊以中央公园的家鄉公園球場為主場球場。
普利茅斯Albion橄榄球俱乐部在國家甲組聯賽比賽。普利茅斯橄榄球联盟俱乐部在橄榄球联盟Conference西南分區比賽。
普利茅斯的普利茅斯突襲者篮球队在英國籃球聯賽及普利茅斯海軍上將隊美式足球队在英國美式足球聯賽乙組西部聯盟中作賽。

### 绿地
普利茅斯拥有很多公园，其中最重要的是massive中央公园。其他重要的绿地还有维多利亚公园、自由Fields、Alexandra Park, Keyham、Beaumont Park, St Judes、Greenbank Park、Devonport公园和Westwell花园。

## 媒体
该市主要的商业电台是普利茅斯Sound FM。
从2005年6月起，其他商业电台，Armada FM，已经开始对该市广播。
地區電台包括了BBC Radio Devon、BBC Radio Cornwall及Pirate FM。

## 普利茅斯2020

logo of新德雷克Circus中心

現時，普利茅斯正進行大型的市區重建工作，其規模也是自二戰後的重建以來，最大型的一次。'Vision for普利茅斯'由国际知名建筑师大卫·马凯負責，普利茅斯市议会決定拆除市中心地区，重新设计建造，到2020年完成。普利茅斯最丑陋的2个——老德雷克Circus购物中心和Charles Cross car park，已经拆除，原地新建价值2亿英镑的新德雷克（Drake Circus）购物中心，已在2006年10月5日开放。

## 姐妹城市
到目前為止，普利茅斯已經分別與下列城市互相結為姐妹市：
- 法国布雷斯特（1963年）
- 波兰格丁尼亚（1976年）
- 俄罗斯新羅西斯克（1990年）
- 西班牙聖塞瓦斯蒂安（1990年）
- 美国普利茅斯（2001年）
- 中國嘉兴市（2006年）

另外，普利茅斯和 加納的塞康第-塔科拉迪（Sekondi-Takoradi）有聯繫。

## 外部連結
- （英文）普利茅斯市議會
- （英文）普利茅斯歷史百科 （页面存档备份，存于）
- （英文）普利茅斯島瞰圖圖集
- （英文）《先驅報》（當地報章）
- （英文）普利茅斯海洋實驗室 （页面存档备份，存于）
- （英文）普利茅斯大學 （页面存档备份，存于）
- （英文）普利茅斯城市學院 （页面存档备份，存于）
- （英文）世界各地的「普利茅斯」 （页面存档备份，存于）
- （中文）普利茅斯华人社区 （页面存档备份，存于）